# Klub Inteligencji Katolickiej
Kluby Inteligencji Katolickiej (KIK) – stowarzyszenia skupiające osoby, które pragną w sposób świadomy przeżywać swoje powołanie katolików świeckich.
Pierwsze kluby (w Warszawie, Krakowie, Poznaniu, Wrocławiu i Toruniu) powstały na fali odwilży październikowej w 1956. W latach 1957–1976 przedstawiciele tych klubów tworzyli w Sejmie rodzaj umiarkowanie opozycyjnego wobec władz przedstawicielstwa środowisk ludzi wierzących. Po 1976 wielu działaczy KIK przeszło do działalności mniej lub bardziej jawnie opozycyjnej, współpracując ze środowiskiem KOR-u, a następnie współtworzyło NSZZ „Solidarność”. W 1989 środowisko KIK odegrało rolę pomostu między obozem władzy i opozycji solidarnościowej, współtworząc Okrągły Stół. Po 1989 wielu działaczy KIK-ów (m.in. Tadeusz Mazowiecki) włączyło się aktywnie w dokonujące się przemiany ustrojowe w Polsce.

## Struktura i działalność
Wszystkie KIK-i są stowarzyszeniami niezależnymi względem siebie, posiadają własne statuty, własne władze oraz kapelanów bądź asystentów kościelnych. Dla zapewnienia współpracy między nimi, powołały w 1989 „Porozumienie Klubów”, którego asystentem kościelnym był bp Bronisław Dembowski. Porozumienie Klubów i KIK warszawski uczestniczą w pracach Ogólnopolskiej Rady Ruchów Katolickich.
Pięć najstarszych Klubów przez lata tworzyło unikatową jak na warunki PRL płaszczyznę wymiany myśli, debaty obywatelskiej oraz dialogu różnych środowisk w Polsce. Kluby były bardzo zaangażowane w recepcję idei soborowych, w rozwój ekumenii, w obronę praw człowieka, w powstanie i rozwój „Solidarności”, w pomoc internowanym, w przywracanie demokracji i wolności w Polsce w 1989 oraz w proces integracji europejskiej.
Kluby Inteligencji Katolickiej skupiają osoby pragnące w sposób świadomy przeżywać swoje powołanie ludzi świeckich. Do najważniejszych zadań Klubu należy praca formacyjna wśród członków i ich rodzin, praca wychowawcza wśród dzieci i młodzieży, poznawanie i proponowanie rozwiązań ważnych problemów społecznych oraz włączaniu świeckich w pracę duszpasterską Kościoła w Polsce. W ramach pracy Klubów organizowane są spotkania o charakterze formacyjnym, intelektualnym, modlitewnym, kulturalnym. W największym, warszawskim KIK-u istnieją również od lat sześćdziesiątych zintegrowane grupy studenckie (Sekcja Kultury, obecnie Drum Bun) oraz Sekcja Rodzin (największa sekcja Klubu) zajmująca się ciągłą formacją dzieci i młodzieży.
Czerpiąc z doświadczeń różnych środowisk katolickich, Kluby starały się zawsze być miejscem przyjaznym ludziom poszukującym drogi swego powołania, środowiskiem otwartym na dialog ekumeniczny i międzyreligijny. Jan Paweł II w swym liście do KIK-ów w 1997 napisał: doświadczenia, jakie ruch Klubów Inteligencji Katolickiej już posiada, mogą okazać się bardzo przydatne w prawdziwym dialogu z ludźmi poszukującymi sensu życia, czy też pomocne w dążeniu do zmiany nastawień wobec religii i Kościoła u tych, którzy posiadają zbyt uproszczone wizje chrześcijaństwa.
W środowisku Klubowym rodziły się różne ruchy i stowarzyszenia chrześcijańskie i katolickie oraz wiele organizacji i działań obywatelskich. Przykładowo, to Sekcja Rodzin warszawskiego KIK była zaczynem Przymierza Rodzin. Również w warszawskim Klubie powstało Forum Świętego Wojciecha. W wielu miastach KIK-i organizowały Dni Kultury Chrześcijańskiej. Od kilku lat w wielu diecezjach Kluby angażują się w organizację Dni Papieskich. W 2005 grupa młodych działaczy KIK-u założyła Inicjatywę Wolna Ukraina wspierającą demokratyczne wybory na Ukrainie (okres „Pomarańczowej Rewolucji”), a w 2006 ze środowiska KIK wyłoniła się Inicjatywa Wolna Białoruś. W roku 2007 wyszedł pierwszy numer czasopisma lewicy katolickiej „Kontakt”, redagowanego przez studentów i doktorantów związanych z KIK.

## KIK w Warszawie
Warszawski Klub, jako pierwszy utworzony, największy i związany ze stolicą, pełnił jeszcze w latach PRL rolę nieformalnej głowy całego ruchu KIK-ów. W jego ramach spotykało się i współpracowało wiele nazwisk i środowisk opozycji antykomunistycznej (nie tylko katolickiej) jeszcze przed Stanem wojennym. KIK warszawski był również w bliskiej współpracy (zwłaszcza na polu społecznym) z Prymasem Polski. W 1971 KIK warszawski został członkiem Międzynarodowego Ruchu Intelektualistów Katolickich „Pax Romana”. Przez lata 70. i 80. kontakty Pax Romana pozwalały środowisku Klubowemu na utrzymywanie stosunków z wieloma ruchami i organizacjami katolickimi poza żelazną kurtyną.
Obecnie funkcję prezesa warszawskiego KIK pełni Jakub Kiersnowski. W latach 2010–2018 funkcję tę pełniła Joanna Święcicka, a przed nią, przez 10 lat – Piotr Cywiński.
Z warszawskim Klubem związanych jest wiele nazwisk chrześcijańskiego laikatu, m.in. Wojciech Arkuszewski, Maria Krzysztof Byrski, Bohdan Cywiński, Piotr Cywiński, Ludwik Dembiński, Izabela Dzieduszycka, Juliusz Eska, Andrzej Friszke, Stefan Kisielewski, Jerzy Kłoczowski, Julia Maria Koszewska, Zofia Kozłowska, Zygmunt Kubiak, Tadeusz Mazowiecki, Jacek Michałowski, Zbigniew Nosowski, Andrzej Paszewski, Hanna Iłowiecka-Przeciszewska, Andrzej Strzelecki, Feliks Sawicki, Zygmunt Skórzyński, Adam Stanowski, Andrzej Stelmachowski, Stanisław Stomma, Krzysztof Śliwiński, Andrzej Święcicki, Stefan Swieżawski, Jan Turnau, Jerzy Turowicz, Aniela Urbanowicz, Andrzej Wielowieyski, Stefan Wilkanowicz, Henryk Wujec, Marek Zając, Jerzy Zawieyski i inni.

## KIK w Lublinie
Swoistym wyjątkiem na tle ruchu KIK-ów jest Klub Inteligencji Katolickiej w Lublinie. Został założony przez Ryszarda Bendera w 1976, gdy Urząd ds. wyznań nie zezwalał nikomu innemu na zakładanie KIK-ów.. Jako jedyny Klub, nigdy nie należał do „Porozumienia KIK-ów”.

## Historia
Klub Inteligencji Katolickiej (początkowo pod nazwą Ogólnopolski Klub Inteligencji Katolickiej) powstał w Warszawie jesienią 1956, dzięki liberalizacji, jaka dokonała się w Polsce na skutek „październikowego” przełomu. Wiosną 1957 utworzono dalsze cztery lokalne KIK-i, którym władze pozwoliły na działalność w Krakowie, Poznaniu, Toruniu i Wrocławiu. Rejestracji dalszych odmówiła ówczesna władza. Kolejne Kluby mogły powstać dopiero w 1980. Dziś w Polsce jest ich ponad sześćdziesiąt.
Ten nowy ruch inteligencji katolickiej uzyskał w styczniu 1957 pozwolenie na wyłonienie swej reprezentacji parlamentarnej w postaci 5-osobowego koła poselskiego „Znak”. Na jego czele stanął pisarz katolicki Jerzy Zawieyski, pełniący także funkcję prezesa KIK w Warszawie.
W 1958 środowisko warszawskiego KIK-u rozpoczęło wydawanie miesięcznika „Więź”, którego redaktorem naczelnym został Tadeusz Mazowiecki. W tym samym roku koło poselskie „Znak” – w sytuacji zacieśniania się systemu Gomułki i stopniowego odchodzenia warunków względnej swobody okresu tzw. października – wystosowało do ówczesnych władz PRL memoriał, w którym po raz pierwszy stanowczo opowiedziało się za respektowaniem praw ludzi wierzących w życiu publicznym. Odtąd środowisko KIK-ów odnosiło się do władz z wyraźnym dystansem.
W trakcie „zajść marcowych” 1968, koło poselskie „Znak” weszło w otwarty konflikt z władzami PRL, bowiem Jerzy Zawieyski odważył się otwarcie je skrytykować z trybuny sejmowej za brutalne pobicie manifestujących studentów. W kilkanaście miesięcy później Zawieyski zmarł w niewyjaśnionych okolicznościach.
W 1972 doszło do podziału wewnątrz KIK pomiędzy frakcję Tadeusza Mazowieckiego i Janusza Zabłockiego. Na skutek tego konfliktu powstała nowa organizacja Polski Klub Inteligencji Katolickiej na czele z Konstantym Łubieńskim i Januszem Zabłockim, przekształcona później w Polski Związek Katolicko-Społeczny (z tygodnikiem „Ład” jako organem).
W 1976, kiedy w trakcie sejmowej debaty nad wpisaniem przewodniej roli PZPR do Konstytucji PRL, poseł „Znak” Stanisław Stomma wstrzymał się od głosowania, w kole poselskim „Znak” pozostawiono wyłącznie zwolenników Janusza Zabłockiego.
W tym samym okresie działacze Klubów Inteligencji Katolickiej brali coraz bardziej aktywny udział w formowaniu opozycji demokratycznej w Polsce. Wojciech Ostrowski i Wojciech Onyszkiewicz zostali członkami KOR, wielu członków współpracowało z KOR, Andrzej Wielowieyski członkiem grupy „Doświadczenie i Przyszłość”, a Bohdan Cywiński wykładowcą TKN. W sierpniu 1980 pięciu członków KIK z Tadeuszem Mazowieckim, Andrzejem Wielowieyskim i Bohdanem Cywińskim zostało ekspertami gdańskiego Międzyzakładowego Komitetu Strajkowego, biorąc udział w negocjacjach z rządem, czego efektem było podpisanie porozumienia z „Solidarnością”.
W okresie stanu wojennego, kiedy KIK został oficjalnie zawieszony, wielu jego działaczy było internowanych bądź działało w podziemnych strukturach NSZZ „Solidarność”.
Przed 1989 istnienie Klubów było nieustannie zagrożone przez rozmaite decyzje Urzędu do spraw wyznań. Swoje przetrwanie zawdzięczają przede wszystkim regularnej i zdecydowanej obronie, którą otaczał Kluby kard. Stefan Wyszyński. Działalność Klubów Inteligencji Katolickiej spotkała się z uznaniem polskiego Episkopatu, aczkolwiek pewne obawy biskupów budziła zbytnia otwartość tego środowiska na nowe kierunki poszukiwań teologicznych w zachodniej Europie i jego wyraźna niechęć wobec tradycyjnego katolicyzmu ludowego.
Od 1989 środowisko KIK-u w końcu lat 80. odegrało rolę pomostu, który umożliwił negocjacje rządu z opozycją przy Okrągłym Stole. W lutym 1989 przy okrągłym stole w Warszawie, w ramach reprezentacji „Solidarności” zasiadło 20 członków KIK.
Działacze KIK odegrali też dużą rolę w stworzeniu Komitetu Obywatelskiego u boku przewodniczącego NSZZ „Solidarność”, Lecha Wałęsy. Później wielu z nich znalazło się na listach wyborczych do tzw. sejmu kontraktowego, wybranego 4 czerwca 1989. Tadeusz Mazowiecki w sierpniu 1989 został pierwszym po wojnie niekomunistycznym premierem rządu polskiego.